# Coalport, Pennsylvania
Coalport är en ort i Clearfield County i delstaten Pennsylvania, USA.